# Вулиця Шевченка (Чернігів)
Вулиця Шевченка — вулиця в Чернігові. Має ім'я великого українського письменника Тараса Григоровича Шевченка.

## Розташування та опис
Розташована у Деснянському районі, починаючись безпосередньо у чернігівському середмісті. На відтинку від Гончої вулиці убік Березни та Городні є магістральною. Простягається від вулиці Кирпоноса і Красної площі до автошляху на Седнів, Березну, Мену і Новгород-Сіверський.
Фактично чернігівська вулиця Шевченка складається з декількох відтинків, що мають різну ширину (16-20-40-50 м). У середмісті, тобто від вулиці Кирпоноса і аж до річки Стрижня ширина вулиці становить 16-20 метрів.
Починаючись біля Красної площі, вулиця простягається повз сквер ім. Попудренка, Алею Героїв, П'ятницьку церкву, сквер ім. Богдана Хмельницького, де встановлено пам'ятник гетьману. На розі з вулицею Серьожникова відкривається панорама на комплекс архітектурних пам'яток ХІ—XIX століть на Дитинці. Перетнувши по Красному мосту річку Стрижень, вулиця Шевченка малопомітно повертає на північ і майже під прямим кутом перетинає вулицю Молодчого. Поступово розширюючись, вулиця Шевченка минає повз міський сад (Міський парк культури та відпочинку), стадіон ім. Гагаріна, будинок В. В. Тарновського, садибу Г. М. Глібова, технологічний університет. Потім вулицю перетинають Бобровиця та Яцеве, і нарешті вона переходить в автодорогу на Седнів і Новгород-Сіверський.

## Історія

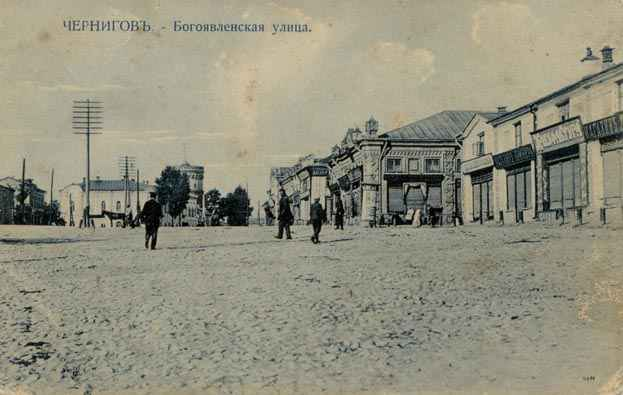
Вулиця Богоявленська на старій світлині

До революції 1917 року теперішня вулиця Шевченка в Чернігові складалася, по-суті, з 3 вулиць. Від Красної площі і до Красного мосту йшла Богоявленська; до Вознесенської церкви, яка стояла неподалік теперішньої вулиці Олександра Молодчого (колишня Східночеська), пролягала Московська, потім — Смоленська.
Прокладена вулиця була за планом Чернігова 1803 року в тому ж напрямі, де з давніх-давен пролягав шлях на Седнів, Новгород-Сіверський, у XVIII столітті — на Глухів.
Тоді ж, на початку XIX століття, коли громадський осередок Чернігова перемістився на Красну площу, Богоявленська вулиця стала торгово-діловою, тому її благоустрою місцеві власті приділяли значну увагу. У 1850—60-х роках тут звели цегляні двоповерхові споруди, що в архітектурному плані не були з'єднані однією темою, оскільки їхні власники мали неоднаковий фінансовий стан, різні смаки, уподобання. У 1879 році Богоявленську вкрили бруківкою. З боку вулиці Богоявленської (Шевченка) був вхід до Олександріївського пасажу. Торговельні заклади тяглися вниз до теперішньої вулиці Серьожникова. На Богоявленській містилися готелі з гучними і модними на чужоземний манер назвами «Брістоль», «Сан-Ремо», «Метрополь», «Ермітаж», «Югъ», а також комерційні номери Романова.
Цікавим є відтинок сучасної вулиці Шевченка в районі Міського саду (тепер ПКіВ). Тут збереглася низка цікавих різнопланових історичних споруд. Так, Будинок цивільного губернатора (1896, тепер Чернігівський і будинок офіцерів, № 57) — взірець неокласицизму, а от Будинок В. В. Тарновського (нині Чернігівська обласна бібліотека для юнацтва, № 63) є прикладом історизму в архітектурі. Однак деякі з пам'яток цієї частини теперішньої вулиці Шевченка не вціліли — Садиба Лизогубів (заснована наприкінці XVIII століття) і Вознесенська церква (1870—74).

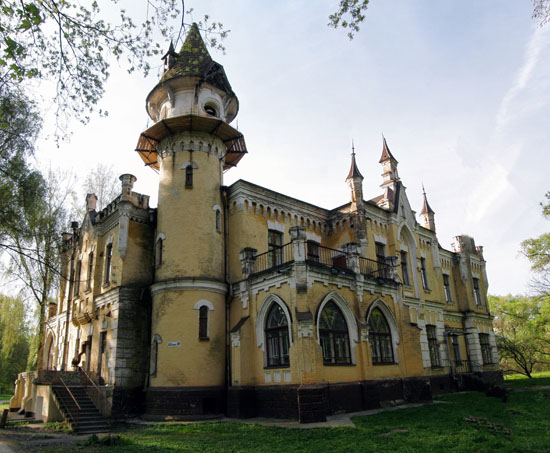
Будинок Григорія Глібова (2010)

Вже на території Бобровиці, яка була окремим селом, а нині є частиною Чернігова, зберігся садибний будинок Григорія Глібова (№ 97, нині тут розміщено науково-дослідницький інститут сільськогосподарської мікробіології), що завдяки своїй неоготичній архітектурі, зараз є однією з найромантичніших будівель Чернігова.
З дореволюційних споруд на вулиці (ближче до центру) вціліло також приміщення колишнього чиновницького клубу, в якому нині міститься управління внутрішніх справ.
У радянський час вулиця носила назви Радянська і Революції.
Вулиця зазнала значних руйнувань у Другу світову війну.
У 1961 році на відзначення століття від смерті Великого Кобзаря вулиця дістала сучасну назву — вулиця Шевченка.
Повоєнний час позначився активною забудовою на Шевченка, зокрема у відтинку після Красного Мосту — так у районі Бобровиці з'явився цілий комплекс готелів («Придеснянський», «Брянськ», «Профспілковий»). Однак разом з цим це був час, коли знищенню були піданні історико-архітектурні пам'ятки — Вознесенська церква (демонтована у 1960-х) і садиба Лизогубів (розібрана у 1987 році).

## Транспорт
Від Красного мосту (точніше від вулиці Гонча) чернігівська вулиця Шевченка є магістральною — це один із виїздів з міста у бік Березної та Городні і далі.
З огляду на розміри вулиці та її важливість, вулицею Шевченка на різних її ділянках курсують різні номери чернігівського тролейбуса, маршрутки та автобуси.

## Об'єкти

Музична школа ім. С. Вільконського № 1

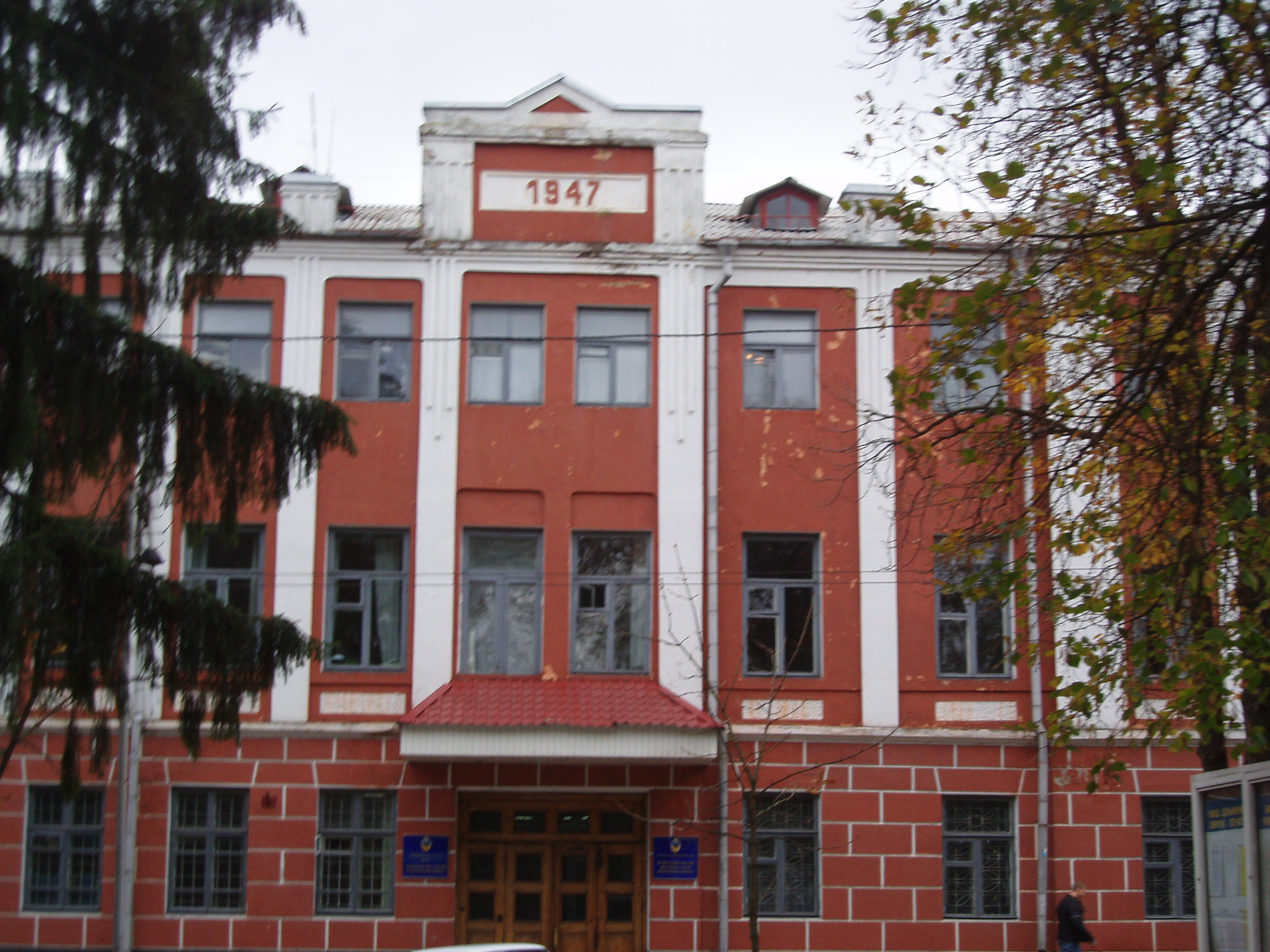
УМВС м. Чернігова (№ 13)

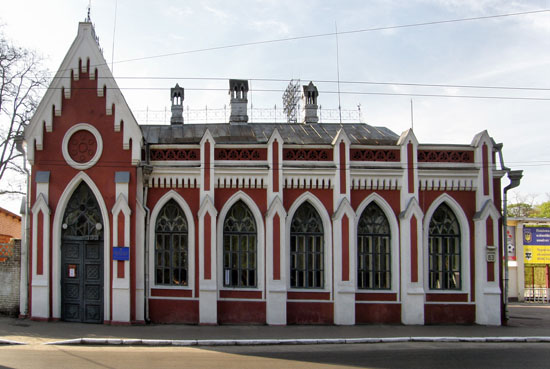
Будинок В. В. Тарновського (тепер Обласна бібліотека для юнацтва)

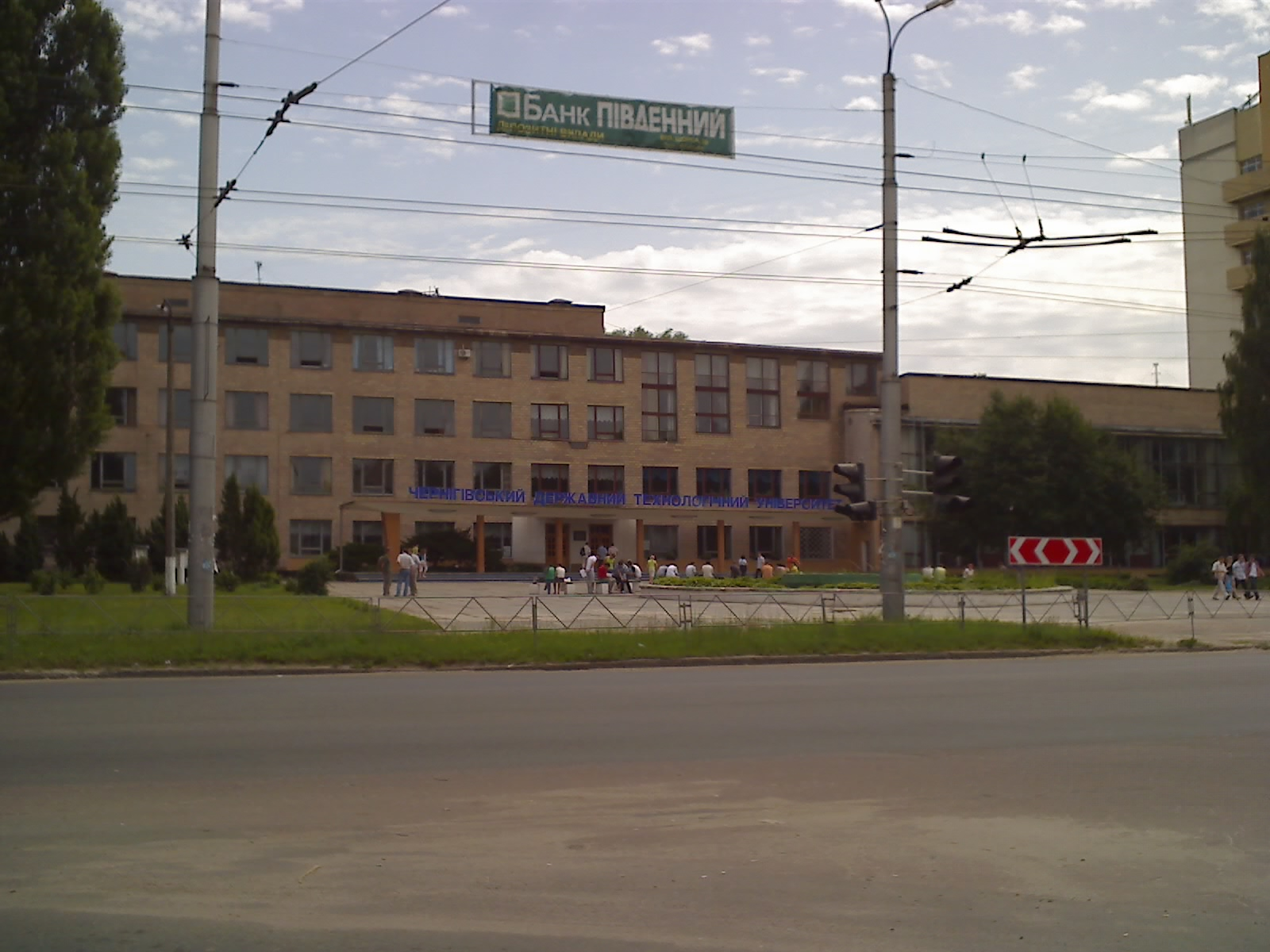
Чернігівський національний технологічний університет

На вулиці Шевченка в Чернігові розташована величезна кількість громадських будівель і приміщень державних, обласних і міських органів влади, об'єктів міської інфраструктури і комфорту, зокрема готелів, закладів освіти й культури, пам'яток історії й архітектури:
- буд. № 6 — Чернігівське музичне училище імені Льва Ревуцького;
- буд. № 7 — Чернігівська обласна державна адміністрація;
- буд. № 9 — Культурно-мистецький центр «Інтермеццо» — український культурний центр міста і області, а також книгарня, сувенірний та музичний відділ і музейна кімната. В цьому будинку також є каси продажу автобусних квитків;
- буд. № 13 — УМВС м. Чернігова, Історичний музей УМВС України;
- буд. № 23 — Музична школа № 1 ім. С. Вільконського;
- буд. № 26 — Деснянський районний відділ внутрішніх справ;
- буд. № 28 — Будинок окружного суду (Управління СБУ у Чернігівській області);
- буд. № 33 — Управління освіти та науки Чернігівської ОДА[6];
- буд. № 48 — Чернігівська районна державна адміністрація; нотаріальна контора Чернігівського району;
- буд. № 55а — Чернігівський військово-історичний музей;
- буд. № 57 — Чернігівський будинок офіцерів;
- буд. № 61 — Стадіон імені Юрія Гагаріна;
- буд. № 63 — Чернігівська обласна бібліотека для юнацтва;
- буд. № 93 — школа-ліцей № 16;
- буд. № 95 — Чернігівський національний технологічний університет;
- буд. № 97 — Науково-дослідницький інститут сільськогосподарської мікробіології;
- буд. № 99а — готель «Придеснянський» і Агенція туризму;
- буд. № 103 — готель і ресторан «Брянськ»;
- буд. № 103а — «Парк-готель «Чернігів»»;
- буд. № 105а — готель «Профспілковий»; Чернігівський регіональний підрозділ Українського фінансово-економічного інституту[7];
- буд. № 114 — Чернігівська районна центральна лікарня;
- буд. № 160 — Комунальний лікувально-профілактичний заклад «Чернігівський обласний центр радіаційного захисту та оздоровлення населення»[8];
- буд. № 187 — ЗОШ № 23 і ЗОШ № 27[7].

По вулиці розташований Міський парк культури та відпочинку («Міський сад»), у якому, серед іншого, існує Літній театр.